# Strabomantis helonotus
Strabomantis helonotus é uma espécie de anfíbio  da família Craugastoridae.
É endémica do Equador.
Os seus habitats naturais são: florestas subtropicais ou tropicais húmidas de baixa altitude e regiões subtropicais ou tropicais húmidas de alta altitude.
Está ameaçada por perda de habitat.